# هورمون‌درمانی افراد ترنس
هورمون‌درمانی افراد ترنس (به انگلیسی: Transgender hormone therapy) یا هورمون‌درمانی جایگزین نوعی هورمون‌درمانی در افراد تراجنسیتی با هدف ایجاد صفات ثانویه جنسی هم‌سو با هویت جنسیتی، بوسیله تجویز هورمون‌های جنسی است. با وجود این‌که هورمون‌درمانی باعث ایجاد بسیاری از صفات ثانویه جنسی مورد انتظار در افراد تراجنسیتی می‌شود، بسیاری از خصوصیات جنسی با هورمون‌درمانی قابل تغییر نیستند. به عنوان مثال، هورمو‌ن‌درمانی می‌تواند باعث رشد پستان در زنان ترنس شود اما نمی‌تواند پستان را در مردان ترنس از بین ببرد.
جایگزینی هورمون می‌تواند باعث رشد موهای صورت در مردان ترنس شود، اما نمی‌تواند موهای صورت زنان ترنس را به‌کلی از بین ببرد. با این حال، هورمون‌درمانی در ایجاد صفات ثانویه موثر است.
صفاتی که به‌ راحتی برگشت‌پذیر هستند با قطع درمان هورمونی باز می‌گردند.(قبل از جراحی) با این وجود برخی تغییرات ناشی از دریافت هورمون در مردان ترنس ممکن است در عرض چند هفته تقریباً برگشت‌ناپذیر شوند در حالی که این زمان برای زنان ترنس ممکن است طولانی‌تر باشد.
همانند تمام مداخلات پزشکی، جایگزینی هورمون هم ممکن است با خطراتی همراه باشد، به ویژه در دوزهای بالای مصرف. بنابراین توصیه می‌شود که هر نوع مصرف هورمون یا تغییر الگو مصرف باید تحت نظارت پزشک باشد. زیرا شروع، توقف یا حتی تغییر میزان دوز می‌تواند تهدیدی برای سلامتی جسمی و روانی فرد باشد.

## شرایط و الزامات
در گذشته افراد ترنس برای دریافت خدمات هورمون‌درمانی نیازمند ارزیابی روان‌پزشک یا نسخه درمان‌گر بودند اما اکنون بسیاری از مراکز ارائه خدمات از مدل «رضایت آگاهانه» پشتیبانی می‌کنند. این روش نیاز به هیچ‌گونه ارزیابی روانپزشکی ندارد اما در عوض بر کاهش محدودیت‌های مراقبتی با دادن اطلاعات کامل برای درک شخص از خطرات و نتایج تمرکز دارد. برخی از سازمان‌های بهداشت ال‌جی‌بی‌تی مثل مرکز بهداشت هوارد براون شیکاگو و فدراسیون فرزندپروری تنظیم‌شده آمریکا از مدل «رضایت آگاهانه» حمایت می کنند. استانداردهای مراقبت از سلامت افراد تراجنسیتی(SOC) عنوان می‌کند که شخص ترنس باید توسط یک متخصص بهداشت روان‌، درگیر با آشفتگی جنسیتی تشخیص داده شود. در این مدل استاندارد همچنین «رضایت آگاهانه» فرد شرط است.
استانداردهای انجمن حرفه‌ای جهانی بهداشت تراجنسیتی (WPATH)، هر دو رویکرد مراقبتی را تایید می‌کند.

## گزینه‌های درمان
انجمن حرفه‌ای جهانی بهداشت تراجنسیتی (WPATH) با هم‌کاری‌ انجمن غدد درون‌ریز یک راهنما برای ارائه دهندگان مراقبت‌های بهداشتی ترنسجندر تدوین کرده‌است.

### هورمون‌درمانی زنانه‌سازی
هورمون‌درمانی زنانه‌سازی معمولاً شامل داروهایی برای سرکوب تستوسترون و انواع داروهای حاوی استروژن‌ها، آنتی آندروژن‌ها (مسدود کننده های تستوسترون) و پروژسترون‌ها هستند. معمولاً استروژن با آنتی آندروژن ترکیب می‌شود تا تستوسترون را سرکوب و مسدود کند.

### هورمون‌درمانی مردانه‌سازی
هورمون‌درمانی مردانه‌سازی معمولاً شامل مصرف تستوسترون جهت سرکوب تولید استروژن است. طریقه‌ی مصرف می‌تواند خوراکی، تزریق و کاشت زیرپوستی باشد. دوز مصرف باید با تجویز پزشک باشد که می‌تواند هفتگی یا دوهفته‌ای باشد.

### ایمنی
هورمون‌درمانی برای افراد تراجنسیتی می‌تواند یک کمک پزشکی ایمن باشد به شرطی که تحت نظارت یک پزشک متخصص باشد. مانند تمام مداخلات پزشکی، هورمون‌درمانی هم با خطرات بالقوه‌ای همراه است که از طریق غربال‌گری و تست‌های آزمایشگاهی مثل؛ شمارش گلبول‌های خونی، آزمایش خون، بررسی عملکرد کلیه و کبد و سنجش کلسترول کنترل می‌شود. مصرف بیش از حد هورمون‌ها بدون نظارت پزشک ممکن است منجر به تهدیدات سلامتی مثل افزایش خطر ابتلا به سرطان، حمله قلبی ناشی از غلیظ‌شدن خون، لخته‌شدن خون و افزایش کلسترول شود.

### تاثیرات در باروری
هورمون‌درمانی ممکن است قابلیت باروری را تحت تاثیر قرار دهد یا محدود کند. قبل از شروع هرگونه درمان، افراد ممکن است تاثیرات مربوط به باروری را در نظر بگیرند. گزینه‌هایی مثل انجماد اسپرم، انجماد تخمک و انجماد بافت تخمدان برای این شرایط توصیه می‌شود.
انتشار یک مطالعه در کنفرانس انجمن غدد درون‌ریز (ENDO 2019)، نشان داد که تخمدان 
در مردان ترنس، یک سال پس از شروع درمان با تستوسترون هم توانایی باروری خود را حفظ ‌می‌کند.

## برخورداری از درمان
صلاحیت افراد برای استفاده از درمان با هورمون با استفاده از ابزارهای اصلی تشخیصی مانند؛ طبقه‌بندی بین‌المللی آماری بیماری‌ها(ICD) و راهنمای تشخیصی و آماری اختلال‌های روانی(DSM) تعیین می‌شود. از آن‌جایی‌که ممکن است آشفتگی جنسیتی همراه با مشکلات یا نیازهای روان‌پزشکی باشد، افراد علاوه بر غربالگری اختلالات روانی با استفاده از معیارهای DSM-5، با معیارهای ICD-10 هم ارزیابی می‌شوند. بنا بر تاکید انجمن غدد درون‌ریز، پزشكانی كه آشفتگی جنسیتی را ارزیابی می‌کنند نیازمند آموزش با «آی‌سی‌دی-۱۰» و «دی‌اس‌ام-۵» هستند. همچنین ارائه دهندگان مراقبت‌های بهداشتی باید ارزیابی کاملی از سلامت روانی فرد به‌دست‌ آورند و عوامل روانی-اجتماعی که می تواند بر درمان تأثیر بگذارد را شناسایی کنند.

### آی‌سی‌دی-۱۰ (ICD-10)
براساس سیستم آی‌سی‌دی-۱۰، افراد باید تحت تشخیص تراجنسی یا آشفتگی جنسیتی دوران کودکی باشند. معیارهای تراجنسی؛
- تمایل به زندگی کردن و پذیرفته شدن با یک جنس متفاوت که معمولاً با احساس ناراحتی فرد از جنس آناتومیک، مخصوصاً اندام جنسی همراه است.
- علاقه به ایجاد تغییر بوسیله جراحی و هورمون‌درمانی در بدن برای نزدیک شدن به جنسیت ترجیحی.

برای تشخیص فرد درگیر با «آشفتگی جنسیتی در کودکی» براساس معیارهای آی‌سی‌دی-۱۰؛ کودک باید قبل از بلوغ بواسطه جنس خود دچار نارضایتی‌ شدید و مداوم باشد یا موارد زیر مشهود باشد؛
- مشغول فعالیتهای کلیشه‌ای مربوط به جنس دیگر باشد و رفتارها و سرگرمی‌های مرتبط با جنس خود را رد کند.
- انکار دائمی در رابطه با آناتومی جنسی داشته باشد. این مورد را می‌توان از طریق باور کودک به تغییر اندام جنسی او در آینده و نفرت یا شرم داشتن نسبت به اندام جنسی یافت.

### دی‌اس‌ام-۵ (DSM-5)
دی‌اس‌ام-۵ تجربه ۲ مورد از ۶ مورد زیر را بعنوان معیاری برای آشفتگی جنسیتی می‌داند؛
- تمایل شدید به داشتن جنسیتی غیر از جنسیت انتسابی فرد
- تمایل شدید فرد به اینکه با جنسیتی غیر از جنسیت انتسابی زمان تولد با او رفتار شود
- ناسازگاری بین بیان جنسیت و خصوصیات جنسی فرد
- تمایل شدید به خصوصیات جنسی غیر از جنسیت انتسابی فرد
- تمایل شدید به تغییر خصوصیات جنسی ناسازگار با بیان جنسیت
- باور جدی به اینکه فرد واکنش‌های معمول و احساس جنسیتی، غیر از جنسیت انتسابی خود را دارد

### تجربه قبلی
برخی سازمان‌ها الزام دارند که افراد قبل از شروع هورمون‌درمانی، باید مدت زمان مشخصی را در نقش جنسیتی مورد نظر خود بگذرانند، این دوره را، تجربه زندگی واقعی (RLE) می‌نامند. در سال ۲۰۰۹ انجمن غدد درون‌ریز اظهار داشت که افراد باید حداقل سه ماه «تجربه زندگی واقعی» را داشته باشند یا برای مدتی مشخص توسط روان‌درمان‌گر، حداقل سه ماه تحت روان‌درمانی قرار بگیرند.
افراد تراجنسیتی و فعالان این عرصه مانند کیت بورنشتاین، معتقدند «تجربه زندگی واقعی» از نظر روانشناختی مضر است و نوعی دروازه‌بانی است، چرا که افراد را از فرآیند گذار جنسیت برای مدتی منع می‌کند.